# NBA Rookie of the Year Award
L'NBA Rookie of the Year Award è il riconoscimento che ogni anno la NBA conferisce al miglior rookie (matricola, un giocatore al suo primo anno da professionista) della stagione.
Il premio fu conferito per la prima volta nella stagione 1952-1953. Gli unici cinque giocatori non statunitensi ad aver vinto il premio sono lo spagnolo Pau Gasol (2002), il canadese Andrew Wiggins (2015), il dominicano (nato negli Stati Uniti d'America) Karl-Anthony Towns (2016), l'australiano Ben Simmons (2018), lo sloveno Luka Dončić  (2019), e il francese Victor Wembanyama (2024) mentre Tim Duncan, Paolo Banchero e Kyrie Irving hanno una seconda cittadinanza oltre a quella statunitense.

## Albo d'oro
| * | Membri del Naismith Memorial Basketball Hall of Fame |

| Stagione  | Giocatore               | Squadra             | Scelta al Draft    |
| --------- | ----------------------- | ------------------- | ------------------ |
| 1952-1953 | Don Meineke             | Ft. Wayne Pistons   | 35 (1952)          |
| 1953-1954 | Ray Felix               | Baltimore Bullets   | 1 (1953)           |
| 1954-1955 | Bob Pettit*             | Milwaukee Hawks     | 2 (1954)           |
| 1955-1956 | Maurice Stokes*         | Rochester Royals    | 2 (1955)           |
| 1956-1957 | Tom Heinsohn*           | Boston Celtics      | Territorial (1956) |
| 1957-1958 | Woody Sauldsberry       | Philad. Warriors    | 60 (1957)          |
| 1958-1959 | Elgin Baylor*           | Minneapolis Lakers  | 1 (1958)           |
| 1959-1960 | Wilt Chamberlain*       | Philad. Warriors    | Territorial (1959) |
| 1960-1961 | Oscar Robertson*        | Cincinnati Royals   | 1 (1960)           |
| 1961-1962 | Walt Bellamy*           | Chicago Packers     | 1 (1961)           |
| 1962-1963 | Terry Dischinger        | Chicago Zephyrs     | 8 (1962)           |
| 1963-1964 | Jerry Lucas*            | Cincinnati Royals   | Territorial (1962) |
| 1964-1965 | Willis Reed*            | N.Y. Knicks         | 8 (1964)           |
| 1965-1966 | Rick Barry*             | S.F. Warriors       | 2 (1965)           |
| 1966-1967 | Dave Bing*              | Detroit Pistons     | 2 (1966)           |
| 1967-1968 | Earl Monroe*            | Baltimore Bullets   | 2 (1967)           |
| 1968-1969 | Wes Unseld*             | Baltimore Bullets   | 2 (1968)           |
| 1969-1970 | Kareem Abdul-Jabbar*    | Milwaukee Bucks     | 1 (1969)           |
| 1970-1971 | Dave Cowens*            | Boston Celtics      | 4 (1970)           |
| 1970-1971 | Geoff Petrie            | Portland T. Blazers | 8 (1970)           |
| 1971-1972 | Sidney Wicks            | Portland T. Blazers | 2 (1971)           |
| 1972-1973 | Bob McAdoo*             | Buffalo Braves      | 2 (1972)           |
| 1973-1974 | Ernie DiGregorio        | Buffalo Braves      | 3 (1973)           |
| 1974-1975 | Jamaal Wilkes           | G.S. Warriors       | 11 (1974)          |
| 1975-1976 | Alvan Adams             | Phoenix Suns        | 4 (1975)           |
| 1976-1977 | Adrian Dantley*         | Buffalo Braves      | 6 (1976)           |
| 1977-1978 | Walter Davis            | Phoenix Suns        | 5 (1977)           |
| 1978-1979 | Phil Ford               | K.C. Kings          | 2 (1978)           |
| 1979-1980 | Larry Bird*             | Boston Celtics      | 6 (1978)           |
| 1980-1981 | Darrell Griffith        | Utah Jazz           | 2 (1980)           |
| 1981-1982 | Buck Williams           | N.J. Nets           | 3 (1981)           |
| 1982-1983 | Terry Cummings          | San Diego Clippers  | 2 (1982)           |
| 1983-1984 | Ralph Sampson           | Houston Rockets     | 1 (1983)           |
| 1984-1985 | Michael Jordan*         | Chicago Bulls       | 3 (1984)           |
| 1985-1986 | Patrick Ewing*          | N.Y. Knicks         | 1 (1985)           |
| 1986-1987 | Chuck Person            | Indiana Pacers      | 4 (1986)           |
| 1987-1988 | Mark Jackson            | N.Y. Knicks         | 18 (1987)          |
| 1988-1989 | Mitch Richmond *        | G.S. Warriors       | 5 (1988)           |
| 1989-1990 | David Robinson*         | San Antonio Spurs   | 1 (1987)           |
| 1990-1991 | Derrick Coleman         | N.J. Nets           | 1 (1990)           |
| 1991-1992 | Larry Johnson           | Charlotte Hornets   | 1 (1991)           |
| 1992-1993 | Shaquille O'Neal        | Orlando Magic       | 1 (1992)           |
| 1993-1994 | Chris Webber*           | G.S. Warriors       | 1 (1993)           |
| 1994-1995 | Grant Hill              | Detroit Pistons     | 3 (1994)           |
| 1994-1995 | Jason Kidd              | Dallas Mavericks    | 2 (1994)           |
| 1995-1996 | Damon Stoudamire        | Toronto Raptors     | 7 (1995)           |
| 1996-1997 | Allen Iverson           | Philadelphia 76ers  | 1 (1996)           |
| 1997-1998 | Tim Duncan              | San Antonio Spurs   | 1 (1997)           |
| 1998-1999 | Vince Carter            | Toronto Raptors     | 5 (1998)           |
| 1999-2000 | Elton Brand             | Chicago Bulls       | 1 (1999)           |
| 1999-2000 | Steve Francis           | Houston Rockets     | 2 (1999)           |
| 2000-2001 | Mike Miller             | Orlando Magic       | 5 (2000)           |
| 2001-2002 | Pau Gasol               | Memphis Grizzlies   | 3 (2001)           |
| 2002-2003 | Amar'e Stoudemire       | Phoenix Suns        | 9 (2002)           |
| 2003-2004 | LeBron James            | Cleveland Cavaliers | 1 (2003)           |
| 2004-2005 | Emeka Okafor            | Charlotte Bobcats   | 2 (2004)           |
| 2005-2006 | Chris Paul              | N.O. Hornets        | 4 (2005)           |
| 2006-2007 | Brandon Roy             | Portland T. Blazers | 6 (2006)           |
| 2007-2008 | Kevin Durant            | Seattle S.Sonics    | 2 (2007)           |
| 2008-2009 | Derrick Rose            | Chicago Bulls       | 1 (2008)           |
| 2009-2010 | Tyreke Evans            | Sacramento Kings    | 4 (2009)           |
| 2010-2011 | Blake Griffin           | L.A. Clippers       | 1 (2009)           |
| 2011-2012 | Kyrie Irving            | Cleveland Cavaliers | 1 (2011)           |
| 2012-2013 | Damian Lillard          | Portland T. Blazers | 6 (2012)           |
| 2013-2014 | Michael Carter-Williams | Philadelphia 76ers  | 11 (2013)          |
| 2014-2015 | Andrew Wiggins          | Minnesota T'wolves  | 1 (2014)           |
| 2015-2016 | Karl-Anthony Towns      | Minnesota T'wolves  | 1 (2015)           |
| 2016-2017 | Malcolm Brogdon         | Milwaukee Bucks     | 36 (2016)          |
| 2017-2018 | Ben Simmons             | Philadelphia 76ers  | 1 (2016)           |
| 2018-2019 | Luka Dončić             | Dallas Mavericks    | 3 (2018)           |
| 2019-2020 | Ja Morant               | Memphis Grizzlies   | 2 (2019)           |
| 2020-2021 | LaMelo Ball             | Charlotte Hornets   | 3 (2020)           |
| 2021-2022 | Scottie Barnes          | Toronto Raptors     | 4 (2021)           |
| 2022-2023 | Paolo Banchero          | Orlando Magic       | 1 (2022)           |
| 2023-2024 | Victor Wembanyama       | San Antonio Spurs   | 1 (2023)           |
| 2024-2025 | Stephon Castle          | San Antonio Spurs   | 4 (2024)           |